# Ana Karenina (película de 1997)
Ana Karenina es una película británica estrenada en 1997 con el título original de Anna Karénina, basada en la novela homónima y perteneciente al escritor ruso León Tolstói. La dirección estuvo a cargo de Bernard Rose y contó con la participación de Sophie Marceau y Sean Bean en los personajes protagonistas.

## Reparto
| Actor            | Personaje                                     |
| ---------------- | --------------------------------------------- |
| Sophie Marceau   | Anna Karenina                                 |
| Sean Bean        | Alexéi Kiríllovich Vronsky                    |
| Alfred Molina    | Konstantín Dmítrievich Liovin                 |
| Mia Kirshner     | Ekaterina Aleksándrovna Shcherbatsky, "Kitty" |
| James Fox        | Alexéi Alexándrovich Karenin                  |
| Fiona Shaw       | Lydia Ivánovna                                |
| Danny Huston     | Stepán Arkádyevich Oblonsky, "Stiva"          |
| Saskia Wickham   | Darya Alexándrovna, "Dolly"                   |
| Phyllida Law     | Vrónskaya                                     |
| David Schofield  | Nikolái                                       |
| Jennifer Hall    | Betsy                                         |
| Petr Shelokhonov | Kapitónich, maestro de Karenin                |